# Roger Jénoc
Roger Jénoc est un violoniste, compositeur et chef d'orchestre français, né à Paris le 7 avril 1891 et mort le 25 août 1976 à Rouen.

## Biographie
Roger Jénoc naît le 7 avril 1891 à Paris XVe, dans une famille modeste ; son père est peintre en bâtiment, sa mère, petite-main. Très vite orphelin de père et de mère, Roger Jénoc est recueilli par une de ses tantes. Cette tante, aisée, va donner à l'enfant tous les moyens pour étudier. Le garçonnet semble montrer rapidement des dispositions pour la musique ; c'est ainsi qu'il entre en classe de violon au Conservatoire de Paris à l'âge de dix ans. Il étudie dans la même classe que Gaston Poulet. Rapidement, à l'âge de quinze ans, il sort du Conservatoire de Paris muni d'un premier prix de violon. Il commence alors ses classes d'écriture (harmonie, fugue, contrepoint), dans les classes de Lucien Capet, et Henri Büsser. Il postule et entre à l'École Niedermeyer de Paris avec De Brayer.

### Instrumentiste
Il entre comme premier violon des Concerts Pasdeloup.

Comme violoniste supplémentaire, il participe en 1913 à la création du Sacre du Printemps d'Igor Stravinsky.
C'est alors qu'en pleine période de mobilisation, Roger Jénoc, qui a maintenant l'âge de partir pour la guerre (23 ans), arrive devant l'officier recruteur. Ce dernier, devant le parcours musical de la recrue, et lui-même mélomane, préfère signer une exemption de service militaire, le jugeant plus apte à rendre service à la France comme artiste musicien que comme soldat dans les tranchées.
Roger Jénoc entre alors comme premier violon à l'Opéra Garnier. Il est ensuite nommé violon solo à l'Opéra-comique (salle Favart), en 1922. Durant cette période parisienne, il côtoie les plus grands musiciens : Maurice Ravel, Camille Saint-Saëns, en 1919, sous la direction duquel il joue en soliste la Havanaise.
Les années qui suivent voient Roger Jénoc devenir violon solo des Concerts classiques de Monte-Carlo, ainsi que premier violon à l'orchestre de l'Opéra de Monte-Carlo.
Roger Jénoc doit ensuite abandonner son violon à cause d'un problème cardiaque. Désormais, il se consacre à la direction orchestrale et à la composition musicale.

### Compositeur
La musique que Roger Jénoc va composer affirme ses influences. Si les ballets, et les opéras tiennent la place prépondérante dans son œuvre, il ne faut pas négliger l'aspect chambriste, avec des sonates pour violon et piano, ainsi que des mélodies à l'inspiration fauréenne.

### Chef d'orchestre
Devenant premier chef invité, l'Opéra de Nice l'accueille en 1927 ; puis les Opéras de Lyon, Tours, Mulhouse, Bordeaux et Montpellier font appel à lui et ce jusque dans les années 1960.
Auparavant, de 1934 à 1937, il est nommé directeur de la musique à l'opéra d'Oran (Algérie), puis les opéras de Tunis et de Constantine font appel à lui comme premier chef d'orchestre (1951 à 1954).
Durant cinq années, de 1945 à 1950, il est directeur de la musique à l'Île Maurice, pour diriger les opéras montés au Théâtre municipal de Port-Louis.
En 1954, il est appelé pour diriger l'Orchestre de la RTF, ancien nom de l'actuel Orchestre national de France.
Enfin, il termine sa carrière de chef d'orchestre à l'Opéra de Toulon, de 1956 à 1962. En 1965 la Haute-Normandie fait appel à ses services pour monter une école de musique à Oissel, à quelques kilomètres de Rouen, pour préparer les jeunes musiciens à intégrer le conservatoire de Rouen.

## Distinctions
- Officier de l'ordre des Palmes académiques

## Œuvres

### Opéras
- Khadoudja (1926)
- Rouget de l'Isle (1937, éditions Eschig)

Tous deux sont écrits sur des textes versifiés de Émile Roudié.

### Ballets
- L’Épouvantail
- Tableaux Ibériques
- Pavane (1936) (Éditions Henry Lemoine)

### Musique de chambre
- Romance (violon et piano). Édité chez Louis Aerts.
- Mélodie (violon et piano). Édité chez Louis Aerts.
- Soir (version violon et piano). Édité chez Louis Aerts.
- Trois Pièces pour violon et piano : 1 - Berceuse ; 2 - Élégie ; 3 - Tarentelle. Édition Louis Rouhier.
- Trio en mi bémol majeur (violon, violoncelle, piano). Non édité ; manuscrit appartenant à la famille.

### Pièces pour orchestre
- Soir (Esquisse symphonique).
- Novia, suite pour orchestre - no 1 Cortège, no 2 Habanera, no 3 Sevillane, no 4 Madrilène, Fandango et Valse - éditions Eschig.
- Rêverie (dédicacée à Gaston Poulet), pour violon solo et orchestre à cordes (1909).
- Sur la montagne (pour orchestre à cordes). Édité chez Calas en 1928.

### Mélodies
- Le Dit de la Pauvre Vieille
- La Valse des Baisers
- L'Amoureuse
- Je rêve de vers doux et d'intimes ramages
- La Complainte de Miss Blandish

## Représentations
- Opéra Khadoudja dirigé par Marc Jénoc à Miramas au Théâtre La Colonne le 6 juillet 2011 par Les Orchestructibles, orchestre symphonique associatif.

## Distinctions
- Officier des Palmes académiques
- Chevalier de l'ordre du Ouissam Alaouite (Maroc)
- Chevalier de l'ordre du Nichan Iftikhar (ordre de la Fierté tunisienne)